# Centre de services partagés
Pour les articles homonymes, voir CSP.
Un centre de services partagés ou, plus communément exprimé en anglais « Shared Service Center » (CSP ou SSC), est une structure qui assure la production de tâches opérationnelles pour plusieurs sociétés, sites ou entités d’un même groupe.
En déléguant les tâches opérationnelles répétitives et à moindre valeur ajoutée à un CSP, les services centraux peuvent se concentrer sur les tâches à plus haute contribution.
Un centre de services partagés peut regrouper des services de différents départements internes de l’entreprise ou être dédié à une fonction (finances, ressources humaines, achats, juridique, service après vente, etc.).

## Enjeux
La mise en place d'un centre de services partagés (CSP) consiste donc à mutualiser les “fonctions supports” entre plusieurs entités d'un même groupe. En 2011, c'est une tendance de plus en plus forte dans les grandes entreprises.
Les raisons du déploiement de CSP sont ainsi les suivantes :
- réduire les couts de décentralisation d'une organisation en croissance,
- améliorer qualité et professionnalisme du support aux métiers,
- améliorer la flexibilité des couts de support aux métiers,
- créer un niveau élevé de flexibilité stratégique.

Les réductions de couts générées par la mise en œuvre de CSP peuvent aller jusqu'à 70%. Ils sont en moyenne de 50%,.

## Risques et challenges
Les bénéfices coûts/efficacité sont plutôt évidents et implicites à appréhender. Cependant, il s'agit d'une opération complexe et particulièrement sensible sur le plan des ressources humaines, et qui entraîne de multiples bouleversements dans l'entreprise. Une opération néanmoins le plus souvent préférable à l'externalisation totale de l'activité comptable.
Les coûts opératoires d'un centre de service partagés ainsi mutualisés pour plusieurs "clients" (internes ou externes) sont facturés sur la base du temps passé à opérer pour ce client, ou sur la base d'un système de service facturé par unité d'œuvre (nombre de réservations, nombre de factures traitées, nombre de litiges, etc.). La métrique de facturation ainsi utilisée s'appuie sur une approche de type Activity Based Costing